# Mehrzad Marashi

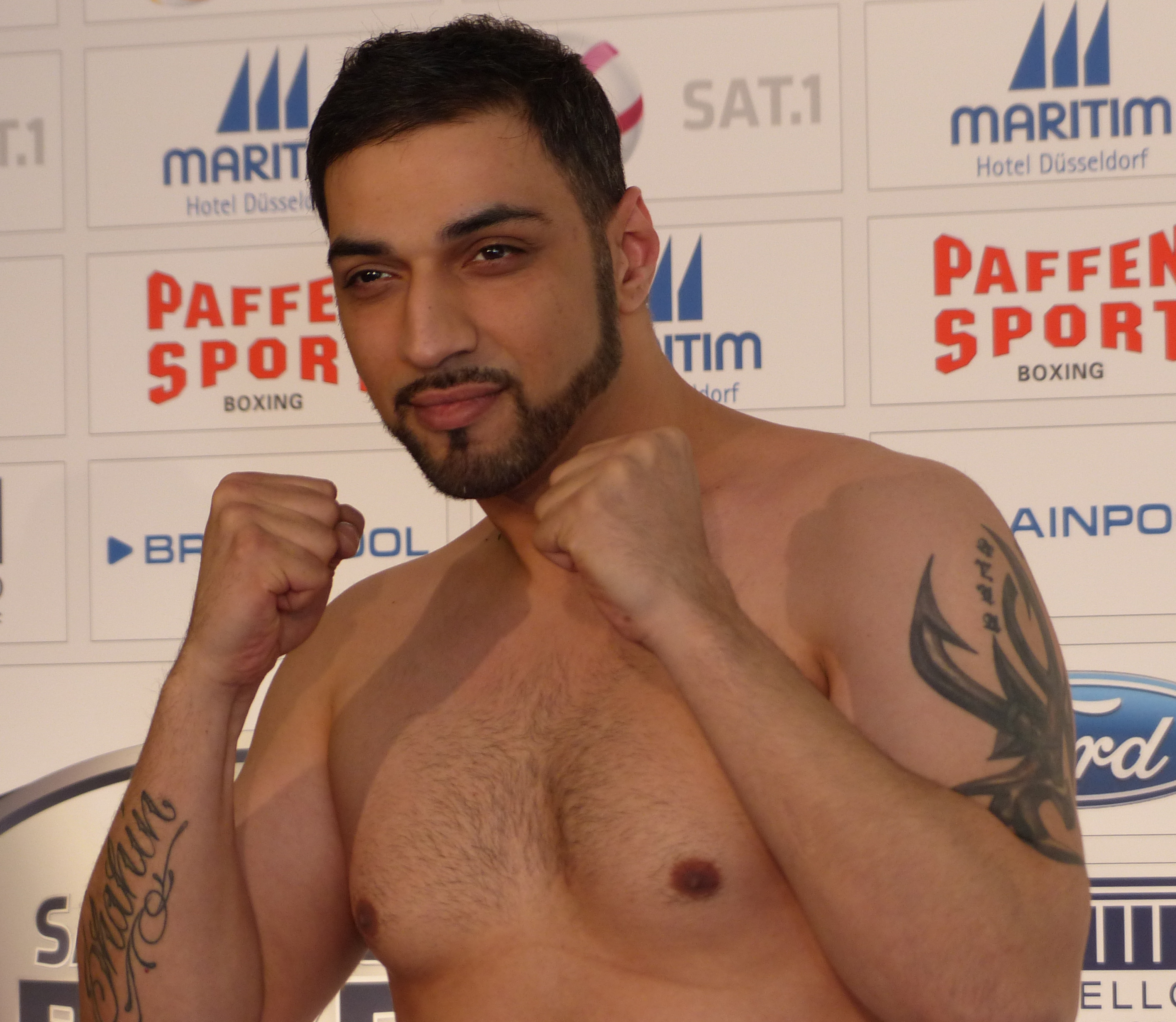
Mehrzad Marashi, (2013)

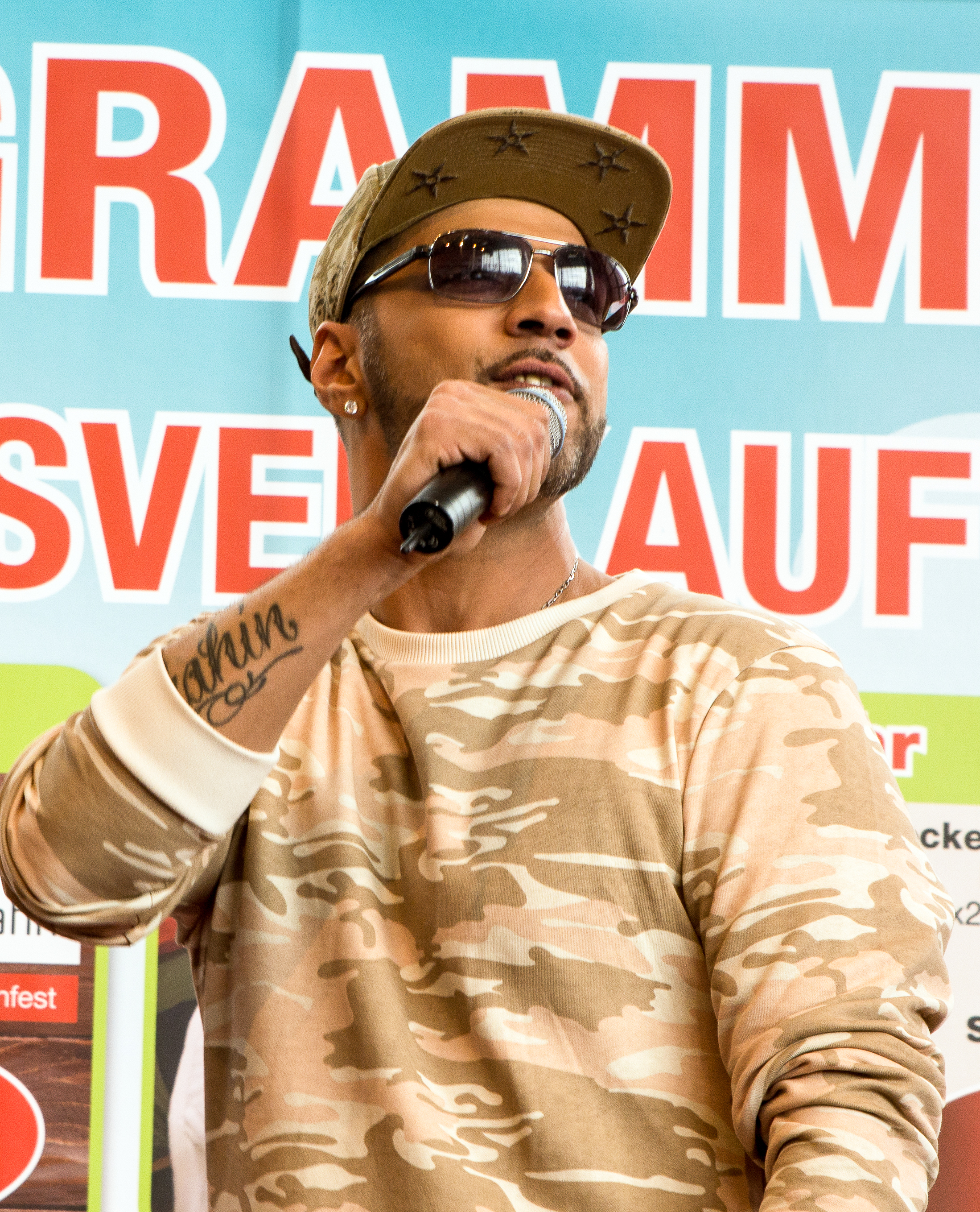
Mehrzad Marashi, 2016

Mehrzad Marashi (persisch مهرزاد مرعشی, * 20. September 1980 in Teheran, Iran) ist ein deutscher Soul- und R&B-Sänger. Er war 2010 der Sieger der siebten Staffel der Castingshow Deutschland sucht den Superstar. Anfangs trat er auch unter dem Namen Marasco auf.

## Leben
Mehrzad Marashi wuchs bis zu seinem sechsten Lebensjahr in der iranischen Hauptstadt Teheran auf. Sein Vater war während der Schah-Zeit dort Berufssoldat. 1986 emigrierte die Familie aus politischen Gründen nach Deutschland, wo Hamburg zu ihrer neuen Heimat wurde. Mit 13 Jahren trat Marashi in den Gospelchor seiner Schule ein. An der Gesamtschule Horn legte er das Fachabitur ab. Anschließend studierte er an der Sängerakademie vier Semester Gesang und Klavier, jedoch fehlten ihm zwei Semester für einen Abschluss.
In der Folge unternahm er mehrere Versuche, im Musikgeschäft Fuß zu fassen. Unter dem Künstlernamen Marasco veröffentlichte er bei Warner Music Group 2006 erste selbstproduzierte Aufnahmen, deren kommerzieller Erfolg jedoch ausblieb. Eine Aufnahme, die auch als Single erschien, ist She’s Gone, eine Coverversion des Titels She’s Like the Wind von Patrick Swayze. Bevor er sich bei DSDS bewarb, hatte er eine Karaoke-Bar, die jedoch in Insolvenz ging. Das letzte halbe Jahr lebte er von Arbeitslosengeld II. Marashi bezeichnet sich selbst als unpolitisch, fühlt sich aber dem iranischen Volk verbunden. Er trägt heute bei Auftritten gerne das grüne Armband der iranischen Protestbewegung von 2009.

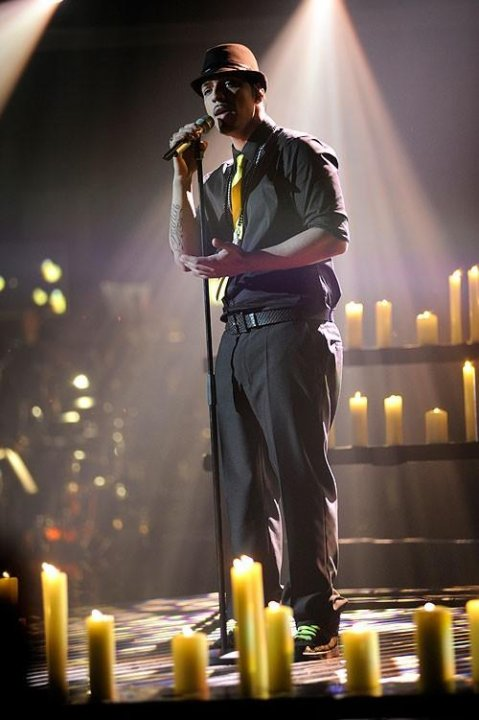
Mehrzad Marashi, 2009

### Deutschland sucht den Superstar
2009 bewarb er sich für die siebte Staffel der Castingshow Deutschland sucht den Superstar, aus der er als Sieger hervorging. Im Finale setzte er sich gegen Menowin Fröhlich durch, obwohl dieser in allen vorangegangenen Mottoshows auf Platz eins des Anrufervotings lag, außer in der Top-15-Show, bei der Mehrzad Marashi den ersten Platz belegt hatte. Unmittelbar vor dem Finale hatte die Bild-Zeitung ihre Leserschaft dazu aufgerufen, für Marashi zu stimmen. Im April 2010 machte Marashi in einer Livesendung von DSDS seiner Freundin einen Heiratsantrag, den diese annahm. Im Juli 2010 heirateten das Paar in Hamburg.
Einen Tag nach der Finalsendung erreichte Marashi mit dem Lied Don’t Believe Platz eins der deutschen Download-Charts. Er stellte damit gleichzeitig einen neuen Download-Rekord auf, bis dahin hatte sich kein anderer Song in Deutschland innerhalb eines Tages öfter verkauft. Einige Wochen später stellte er einen weiteren Rekord auf, indem er länger als jeder DSDS-Gewinner zuvor mit seiner Single in den Charts vertreten war.
| Top 15/Mottoshow (Datum) | Lied                                                   | Originalinterpret                          | Platzierung    |
| --- | ------------------------------------------------------ | ------------------------------------------ | -------------- |
| Jetzt oder Nie! – Die Top 15-Show (13. Februar 2010) | Und wenn ein Lied                                      | Söhne Mannheims                            | 27,3 % (1/15)  |
| Erste Mottoshow: Megahits von heute (20. Februar 2010) | Broken Strings                                         | James Morrison feat. Nelly Furtado         | 14,6 % (2/10)  |
| Zweite Mottoshow: Hymnen der Musik (27. Februar 2010) | One                                                    | U2                                         | 09,2 % (5/9)   |
| Dritte Mottoshow: Happy Holiday Hits (6. März 2010) | Fresh                                                  | Kool & The Gang                            | 18,7 % (2/8)   |
| Vierte Mottoshow: Die große 80er-Party (13. März 2010) | Hello                                                  | Lionel Richie                              | 14,0 % (2/7)   |
| Fünfte Mottoshow: Deutsch vs. Englisch (20. März 2010) | Flugzeuge im Bauch                                     | Herbert Grönemeyer                         | 21,9 % (2/6)   |
| Fünfte Mottoshow: Deutsch vs. Englisch (20. März 2010) | Beggin’                                                | The Four Seasons (Madcon)                  | 21,9 % (2/6)   |
| Sechste Mottoshow: Partykracher vs. Ballade (27. März 2010) | Boombastic                                             | Shaggy                                     | 18,4 % (3/5)   |
| Sechste Mottoshow: Partykracher vs. Ballade (27. März 2010) | Hard to Say I’m Sorry                                  | Chicago                                    | 18,4 % (3/5)   |
| Siebte Mottoshow: Neu vs. Alt (3. April 2010) | Crazy                                                  | Gnarls Barkley                             | 24,2 % (2/4) 1 |
| Siebte Mottoshow: Neu vs. Alt (3. April 2010) | Unchained Melody                                       | Righteous Brothers                         | 24,2 % (2/4) 1 |
| Halbfinale (10. April 2010) | End of the Road (Boygroup-Song)                        | Boyz II Men                                | 37,7 % (2/3)   |
| Halbfinale (10. April 2010) | Runaway (Titelhelden der Kandidaten)                   | Del Shannon                                | 37,7 % (2/3)   |
| Halbfinale (10. April 2010) | Ich kenne nichts (das so schön ist wie du) (Nr. 1-Hit) | Xavier Naidoo feat. RZA                    | 37,7 % (2/3)   |
| Finale (17. April 2010) | Endless Love (Herzenssong)                             | Lionel Richie                              | 56,4 % (1/2)   |
| Finale (17. April 2010) | Fresh (Staffelhighlight)                               | Kool & The Gang                            | 56,4 % (1/2)   |
| Finale (17. April 2010) | Don’t Believe 2 (Siegertitel)                          | (eigens für DSDS zur Verfügung gestellt) 3 | 56,4 % (1/2)   |
| 1 Geteilter zweiter Platz mit Manuel Hoffmann. 2 Dieses Lied wurde ebenfalls von Menowin Fröhlich interpretiert. 3 Der Titel wurde ursprünglich für Daniel Schuhmacher komponiert. |                                                        |                                            |                |

### Karriere nach DSDS

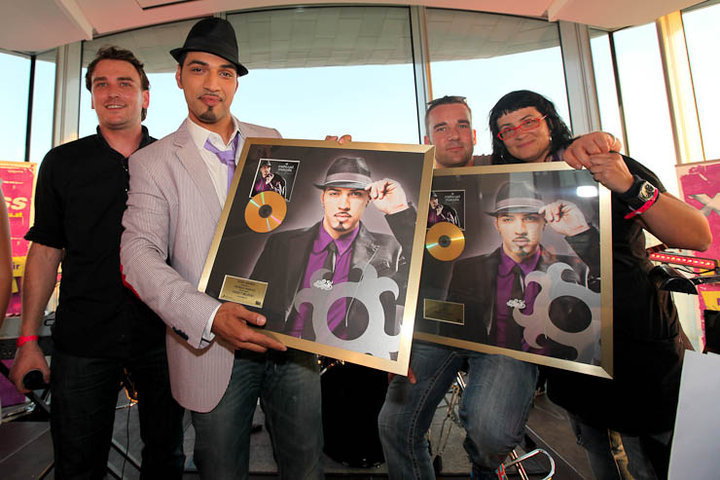
Mehrzad Marashi mit den Auszeichnungen seines Siegersongs Don’t Believe

Im Mai 2010 erschien seine Single Sweat (A La La La La Long) in Zusammenarbeit mit Mark Medlock. Der Song ist eine Coverversion des gleichnamigen Titels von Inner Circle. Im Juni 2010 erschien Marashis erstes Soloalbum New Life, das neben den beiden bereits veröffentlichten Songs zehn weitere enthält. Eine geplante Tournee wurde im August 2010 abgesagt. Als Grund für die Absage wurde die geringe Nachfrage nach Konzerttickets angegeben. Wenige Tage später wurde bekannt, dass Marashi und Dieter Bohlen nicht weiter zusammenarbeiten würden. Ebenfalls im August 2010 moderierte Marashi The Dome.
Im Februar 2011 eröffnete Marashi im Hamburger Stadtteil Poppenbüttel die Tanzschule Mehrzads Art of Dance. Im Juni 2011 wurde Marashis zweites Soloalbum Change Up veröffentlicht. Die erste Singleauskopplung Beautiful World hielt sich eine Woche auf Platz 85 der deutschen Charts. Im Dezember 2011 wurde der Song Eine Nacht, den Marashi selbst geschrieben hatte, veröffentlicht. 2012 gründete er sein eigenes Label M8. Im Dezember 2012 veröffentlichte Marashi das Lied Wahnsinnig als Download. 2014 veröffentlichte er unter seinem Vornamen sein erstes deutschsprachiges Album Entfesselt und frei.
Ab April 2016 betrieb er in Hamburg-Poppenbüttel unter dem Namen „pobo44“ ein Tonstudio. Von 2020 bis 2024 betrieb Marashi eine Musikproduktionsfirma in Norderstedt.

## Diskografie

### Studioalben
| Jahr | Titel               | Höchstplatzierung, Gesamtwochen, AuszeichnungChartplatzierungen (Jahr, Titel, Platzierungen, Wochen, Auszeichnungen, Anmerkungen) | Höchstplatzierung, Gesamtwochen, AuszeichnungChartplatzierungen (Jahr, Titel, Platzierungen, Wochen, Auszeichnungen, Anmerkungen) | Höchstplatzierung, Gesamtwochen, AuszeichnungChartplatzierungen (Jahr, Titel, Platzierungen, Wochen, Auszeichnungen, Anmerkungen) | Anmerkungen                            |
| Jahr | Titel               | DE | AT | CH | Anmerkungen                            |
| ---- | ------------------- | --- | --- | --- | -------------------------------------- |
| 2010 | New Life            | DE5 (10 Wo.)DE | AT3 (10 Wo.)AT | CH9 (8 Wo.)CH | Erstveröffentlichung: 11. Juni 2010    |
| 2011 | Change Up           | — | — | — | Erstveröffentlichung: 24. Juni 2011    |
| 2014 | Entfesselt und Frei | — | — | — | Erstveröffentlichung: 31. Oktober 2014 |

### Singles
| Jahr | Titel Album                         | Höchstplatzierung, Gesamtwochen, AuszeichnungChartplatzierungen (Jahr, Titel, Album, Platzierungen, Wochen, Auszeichnungen, Anmerkungen) | Höchstplatzierung, Gesamtwochen, AuszeichnungChartplatzierungen (Jahr, Titel, Album, Platzierungen, Wochen, Auszeichnungen, Anmerkungen) | Höchstplatzierung, Gesamtwochen, AuszeichnungChartplatzierungen (Jahr, Titel, Album, Platzierungen, Wochen, Auszeichnungen, Anmerkungen) | Anmerkungen                                                                 |
| Jahr | Titel Album                         | DE | AT | CH | Anmerkungen                                                                 |
| ---- | ----------------------------------- | --- | --- | --- | --------------------------------------------------------------------------- |
| 2010 | Don’t Believe New Life              | DE1 Gold · (17 Wo.)DE | AT1 Gold · (13 Wo.)AT | CH1 (9 Wo.)CH | Erstveröffentlichung: 18. April 2010 Verkäufe: + 165.000                    |
| 2010 | Sweat (A La La La La Long) New Life | DE2 (12 Wo.)DE | AT7 (10 Wo.)AT | CH16 (4 Wo.)CH | Erstveröffentlichung: 21. Mai 2010 mit Mark Medlock; Original: Inner Circle |
| 2011 | Beautiful World Change Up           | DE85 (1 Wo.)DE | — | — | Erstveröffentlichung: 10. Juni 2011                                         |

Weitere Singles
- 2006: She’s Gone (als Marasco feat. Big Boy Timmy & Bandanaman)
- 2007: Es tut mir leid (als Marasco)
- 2011: Eine Nacht
- 2018: Fliegen weg
- 2018: Nasa
- 2018: Dynamit (feat. Silla)